# Province de San Antonio
Pour les articles homonymes, voir San Antonio (homonymie).
La province de San Antonio est une province chilienne située dans le sud de la région de Valparaíso. Elle a une superficie de 1 640,8 km² pour une population de 136 594 habitants. Sa capitale provinciale est la ville de San Antonio.

## Communes
La province est divisée en 6 communes :  

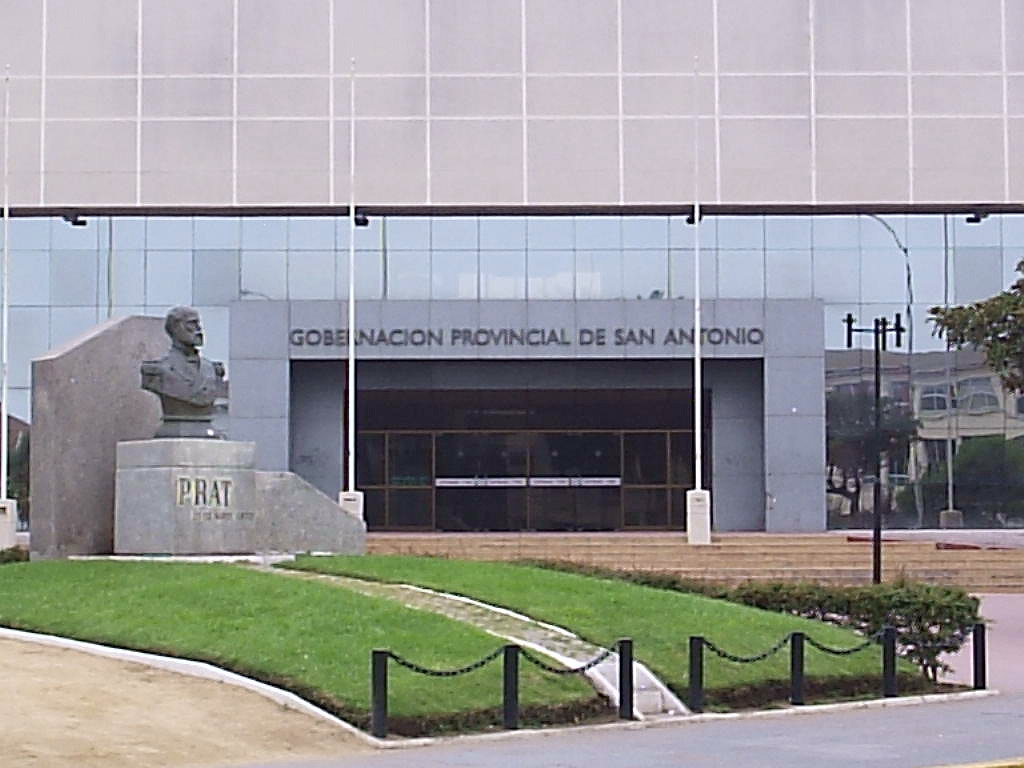
Gobernación Provincial de San Antonio.

- Algarrobo ;
- El Quisco ;
- El Tabo ;
- Carthagène ;
- San Antonio ;
- Santo Domingo.